# برونا
برونا محلی و حومه ای از متروپولیتن استکهلم است که در سال ۲۰۱۰ در شهرداری بخش اوپلنس-پرو، استان استکهلم، سوئد واقع شده است. 